# 1990 na Alemanha
Esta é uma cronologia dos fatos acontecimentos de ano 1990 na Alemanha.

## Eventos
- 18 de março: As primeiras eleições livres ocorrem na Alemanha Oriental.[1]
- 18 de maio: Os ministros das Finanças, Theodor Waigel da Alemanha Ocidental e Walter Romberg da Alemanha Oriental, assinam o tratado que unifica as moedas nacionais.[2]
- 30 de maio: O governo da Alemanha Oriental decide a introdução da unidade monetária, o marco alemão.
- 13 de junho: Inicia a demolição do Muro de Berlin.[2]
- 8 de julho: A Seleção Alemã de Futebol conquista o terceiro título da Copa do Mundo FIFA ao vencer a Argentina por 1 a 0.
- 19 de julho: A Federação Alemã de Futebol e a Associação Alemã de Futebol da RDA decidem sua união.
- 23 de agosto: O Parlamento da República Democrática Alemã aprova a reincorporação do país à República Federal da Alemanha.